# Ceinina japonica
Ceinina japonica är en kräftdjursart som beskrevs av Knud Hensch Stephensen 1933. Ceinina japonica ingår i släktet Ceinina och familjen Eophliantidae. Inga underarter finns listade i Catalogue of Life.